# 경포호
경포호(鏡浦湖)는 강원특별자치도 강릉시 저동, 운정동, 초당동, 강문동에 걸쳐 있는 석호이다. 경포도립공원으로 지정되어 있다.

## 개요
경포호는 수면이 거울같이 청정하다고 해서 붙여진 이름으로, 바다와 이어지는 자연 석호이다. 가장 자리의 평균 수심이 2~3m정도이고, 중심부는 1m 내외의 수심을 이루고 있다.
조선 중기의 문인이었던 정철은 경포대에서 바라보는 경포호에 뜨는 달에 반하여 관동팔경 중 이곳을 으뜸으로 쳤다고 한다. 호수 한 가운데에는 월파정과 새 바위가 있으며, 새 바위엔 우암 송시열이 쓴 ‘조암’이란 글씨가 남아 있다.
경포호는 최근 염호로 바뀌고 있다. 2004년 수질을 개선하기 위해 바닷물을 막던 보를 터면서, 바닷물이 대거 유입되었다. 인근 지역의 수질은 개선됐지만 민물 유입이 줄어들어 경포호는 사실상 바다로 변했다. 홍합이 군락을 이루고 있고 전복이 자라고 있으며, 일반적 기수호에서는 살 수 없는 파래와 같은 홍조류까지 모습을 드러냈다.
경포호 주변의 관광명소로는 경포해변, 강릉선교장, 경포대누각 등이 있다.

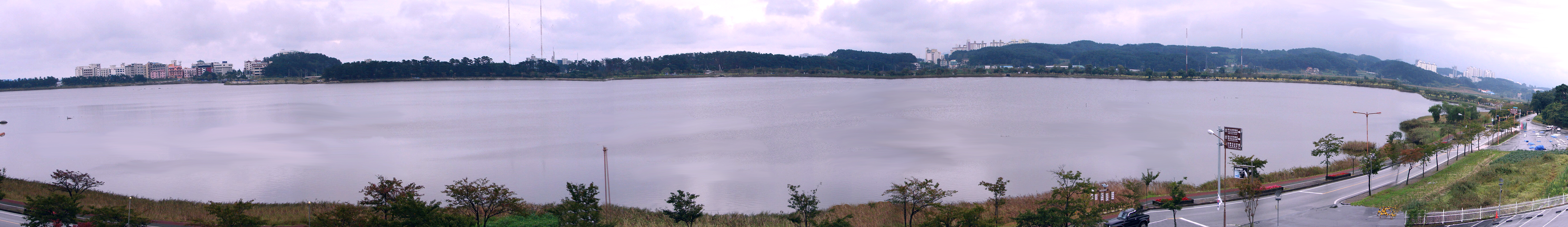
경포호 파노라마

## 같이 보기
- 경포대
- 관동팔경